# Ultraviolet
Ultraviolet (afgekort uv, ook wel ultraviolette straling, black light of uv-licht genoemd) is elektromagnetische straling net buiten het deel van het spectrum dat met het menselijk oog waarneembaar is (zie ook: licht). De golflengte van ultraviolette straling ligt tussen 100 en 400 nanometer, dus gezien vanuit zichtbaar licht voorbij het violet, vandaar de naam. Doordat ultraviolet licht een kortere golflengte heeft dan zichtbaar licht, is het energierijker; het kan zelfs het ionisatiepotentiaal van organische moleculen bereiken en daarmee chemische reacties in gang zetten. Dat is tevens de oorzaak dat (een overmaat van) ultraviolette straling schadelijk is voor vele organismen (waaronder de mens).
In verband met de effecten van ultraviolet licht op mens en milieu wordt onderscheid gemaakt tussen uv A, uv B en uv C. 
- Uv A is ultraviolette straling met een golflengte tussen ca. 315 en 400 nm ("lange golven").
- Uv B heeft een golflengte tussen 280 en 315 nm.
- Uv C heeft een golflengte tussen 100 en 280 nm ("kortgolvige straling").[2][3] Straling met een kortere golflengte (tussen 10 en 100 nm) valt niet in het uv-spectrum, maar behoort tot de zogenoemde zachte röntgenstraling.[1] Het gebied tussen 10 en 121 nm wordt ook wel extreem ultraviolet (XUV) genoemd.

Ultraviolette straling is in 1801 door Johann Wilhelm Ritter ontdekt toen hij met zilverchloride werkte. Ultraviolette straling laat zilverchloride snel van kleur veranderen.

## Ultraviolette straling in de natuur

### Effecten op het oog
De atmosfeer laat, naast het zichtbare licht, ook een deel van het ultraviolet door dat afkomstig is van de zon. Weliswaar zijn de lichtgevoelige cellen in het netvlies van het menselijk oog gevoelig voor deze straling, maar de ooglens laat ze niet door en beschermt daardoor het netvlies. De ooglens zelf ontwikkelt na langdurige of frequente bestraling met ultraviolette straling staar als ouderdomsverschijnsel. Bijen zien ultraviolette straling wél. Daardoor onderscheiden zij sommige voor mensen onopvallende bloemen veel beter.

### Effecten op de huid
De intensiteit van de ultraviolette straling in zonnestraling wordt uitgedrukt in de zogenoemde uv-index. Bij een hoge uv-index is meer ultraviolette straling aanwezig dan bij een lage. Door een teveel aan ultraviolette straling (uv B) kan de huid rood kleuren of verbranden, het kan zelfs huidkanker veroorzaken. Uv A veroorzaakt melanoom, de dodelijkste vorm van huidkanker. Uv B veroorzaakt diverse andere, minder agressieve, vormen van huidkanker. Uv C wordt door de atmosfeer tegengehouden.
Alleen uv B veroorzaakt bruin worden en verbranden. Zonnebrandcrèmes of -lotions bevatten daarom stoffen die uv B moeten tegenhouden. Slechts enkele bevatten ook stoffen die tegen het minstens zo gevaarlijke uv A beschermen. In tegenstelling tot uv B gaat uv A grotendeels door kleding en glas. Mensen en vooral kinderen (zeker als ze overgevoelig zijn voor uv-straling) zijn niet beschermd tegen uv A als ze buiten een shirt aanhebben of binnen in de serre gaan zitten.
Ultraviolette bestraling van de huid is de belangrijkste vermijdbare oorzaak van alle vormen van huidkanker: melanoom, basaalcelcarcinoom en plaveiselcelcarcinoom. Ook veroudert de menselijke huid sneller naarmate hij in het verleden meer aan ultraviolette straling is blootgesteld; de huid wordt dunner en er ontstaan rimpels door beschadiging van het dieper gelegen elastisch bindweefsel. Deze gevolgen zijn blijvend en de schade is cumulatief. Kinderen lopen daardoor het meeste risico op de lange termijn. Baby's en heel jonge kinderen kunnen daarom het beste zo veel mogelijk uit de zon gehouden worden.
Wie wel in de zon komt doet er goed aan de blootstelling te beperken. Het dragen van een gewoon shirt beschermt maar ongeveer een factor 15. Er is daarom ook speciale uv-werende kleding te koop en zelfs een wasmiddeltoevoeging ("UV WASH"), die gewone kleren een beschermingsfactor 50 geeft. Daarnaast is het aan te raden een goede zonnebril en zonnebrandcrème met voldoende hoge beschermingsfactor te gebruiken. Een teveel aan uv-licht dient voorkomen te worden. Het massaal zonnebaden, de gewoonte veel minder en lichtere, dunnere kleren aan te hebben en de opkomst van huizen en kantoren met veel en grote ramen heeft sinds de Tweede Wereldoorlog de kans op een melanoom met 2000% doen toenemen.
In de huid wekt ultraviolette straling (met name uv B) de productie van vitamine D3 op. Om de minimale dosis vitamine D3 te produceren, is per dag ongeveer 15 minuten zonlicht op de huid nodig. Het voedsel dat de mens over het algemeen eet, bevat vaak niet genoeg vitamine D, vandaar dat het aan verschillende voedingsmiddelen (onder andere margarine) wordt toegevoegd om de gebreksziekte rachitis te voorkomen. Niettemin is de huid de belangrijkste bron van deze vitamine, zodat het ook weer niet gewenst is om helemaal geen zonlicht op de huid te krijgen. Mensen met rood haar hebben vaak weinig van het zwarte pigment melanine in hun huid, zodat een groter aandeel van het ultraviolet diep in de huid doordringt. Deze huid verbrandt daardoor sneller, maar doordat weinig ultraviolet wordt tegengehouden wordt vitamine D wel in grotere hoeveelheden gevormd. Roodharigen hebben daardoor minder vaak rachitis.

### Eigenschappen per golflengtebereik
Afhankelijk van de golflengte van uv-straling, heeft deze straling bepaalde eigenschappen.

#### Uv A (315-400 nm)
- Uv A vormt 98,7% van de uv-straling die het aardoppervlak bereikt. De ozonlaag heeft hierop weinig invloed.
- Veroorzaakt huidveroudering.
- Gaat grotendeels door glas en kleding. Veroorzaakt het verkleuren van stoffen en verf.
- Veroorzaakt melanoom, de dodelijkste vorm van huidkanker.

#### Uv B (280-315 nm)
- Uv B vormt 1,3% van de uv-straling die het aardoppervlak bereikt. De ozonlaag heeft hierop een grote invloed.
- Zet zuurstof om in ozon en herstelt zo langzaam de ozonlaag.
- Veroorzaakt verbranden en bruin worden.
- Zet in de huid ergosterol om in ergocalciferol (vitamine D2) en dit vervolgens in vitamine D3.
- Gaat niet door 'gewoon' glas (gefilterd tot ongeveer 300 nm), wel door kwartsglas.
- Veroorzaakt andere vormen van huidkanker.
- 270-300 nm zijn de beste golflengtes voor de vorming van vitamine D.

#### Uv C (100-280 nm)
- Deze dodelijke uv-straling wordt volledig door de atmosfeer tegengehouden.
- Zet zuurstof om in ozon en herstelt zo langzaam de ozonlaag.
- Is zeer destructief voor huidcellen. Veroorzaakt binnen korte tijd laesies.

Bij lithografiemachines wordt onderscheid gemaakt in DUV, diep ultraviolet en XUV of EUV, extreme ultraviolet (extreem ultraviolet), waarbij EUV een golflengte heeft van 10 nm tot 121 nm.

### Meting
Hoeveel ultraviolette straling de aarde bereikt hangt vooral af van hoe hoog de zon aan de hemel staat. Rond de zomerzonnewende, als de zon veel hoger staat, is het ultraviolet licht rond de middag zeker tien keer zo sterk als rond de winterzonnewende. Tijdens de zomertijd bereikt de zon het hoogste punt om ongeveer half twee 's middags (West-Europese tijd) in België en Nederland en gemiddeld is op dat moment van de dag de hoeveelheid ultraviolette straling het grootst. Ook op een hoogte, dus in de bergen, is de intensiteit hoger, doordat er minder lucht tussen zit om een deel door verstrooiing uit te schakelen. Boven of nabij water (zoals meren en zeeën, maar ook buitenzwembaden en bevroren wateren) is de intensiteit van de ultraviolette straling ook hoger doordat naast de direct invallende ultraviolette straling, de weerkaatsing van het ultraviolette licht via het wateroppervlak ook bijdraagt aan de totale blootstelling van de ruimte boven en nabij het wateroppervlak.
De hoeveelheid invallende ultraviolette straling is ook afhankelijk van de bewolking. Wolken houden niet alleen het zichtbare licht gedeeltelijk tegen, maar ook uv. In het algemeen geldt: hoe meer bewolking, hoe minder ultraviolette straling de aarde kan bereiken. Wolken weerkaatsen echter zelf ook licht en daardoor kan de hoeveelheid ultraviolette straling die de aarde bereikt ook bij een half bewolkte hemel sterk variëren.
Stof in de atmosfeer kan ultraviolette straling tegenhouden en bij rustig warm weer, als zich veel vuil in de onderste lagen van de atmosfeer verzamelt, kan de hoeveelheid ultraviolette straling afnemen. Daarentegen weerkaatst een deel van de ultraviolette straling via het grondoppervlak terwijl een ander deel in de grond geabsorbeerd conform de fresnelvergelijkingen. De hoeveelheid weerkaatst ultraviolet licht hangt af van het absorptiespectrum en in zekere mate van de brekingsindex van de materialen of de vloeistof(fen) die de oppervlakte vormen. Dat houdt onder meer in dat de intensiteit van het ultraviolette licht (op een meetpunt of waaraan men iets of iemand blootstelt) boven wit of licht zand, sneeuw en – zoals hierboven al genoemd – boven water hoger is dan boven andere oppervlaktematerialen. Boven donker asfalt of materialen die veel van het ultraviolette licht kunnen absorberen, zal er door reflectie aanmerkelijk minder tot geen bijdrage worden geleverd aan de totale intensiteit van de ultraviolette straling in de nabijheid van dat oppervlak. Bij sommige materialen die worden blootgesteld aan invallend ultraviolet licht kan naast reflectie of absorptie ook fluorescentie plaatsvinden.
Het deel van het invallende (ultraviolette) licht (en de daarbij behorende hoeveelheid energie) die door materialen geabsorbeerd wordt, zal worden omgezet in warmte, en kan of zal – wanneer het niet voor andere doeleinden wordt gebruikt – weer vrijkomen in de vorm van warmtestraling, maar zal in geen geval bijdragen aan een hogere intensiteit van ultraviolet licht in de buurt van het absorberend oppervlak.
In Nederland wordt op het Rijksinstituut voor Volksgezondheid en Milieu (RIVM) in Bilthoven de hoeveelheid ultraviolette straling continu gemeten.

### Ozon
Ook de hoeveelheid ozon in de atmosfeer heeft invloed op de hoeveelheid ultraviolet zonlicht dat de aarde bereikt. Dat gas houdt de meeste uv B-straling tegen, zodat maar weinig uv B-straling de aarde kan bereiken. De meeste ozon bevindt zich in de ozonlaag, die zich tussen ongeveer 15 en 30 kilometer hoogte bevindt. De aantasting van de ozonlaag door bepaalde luchtvervuiling (het gat in de ozonlaag) bedreigt daarom het leven op aarde. Net als het weer kent ook de ozonlaag seizoenen: in de lente is deze het dikste en in de herfst het dunst. Ook het weer heeft invloed. Over het algemeen is de ozonlaag in de buurt van een hogedrukgebied iets dunner dan in de buurt van een lagedrukgebied.

### Blauwgroene algen
Blauwgroene algen zijn opmerkelijk resistent tegen sterke ultraviolette straling, zoals die het aardoppervlak 2,5 miljard jaar geleden bereikte.

## Kunstmatig ultraviolet licht

### Wijze van opwekking

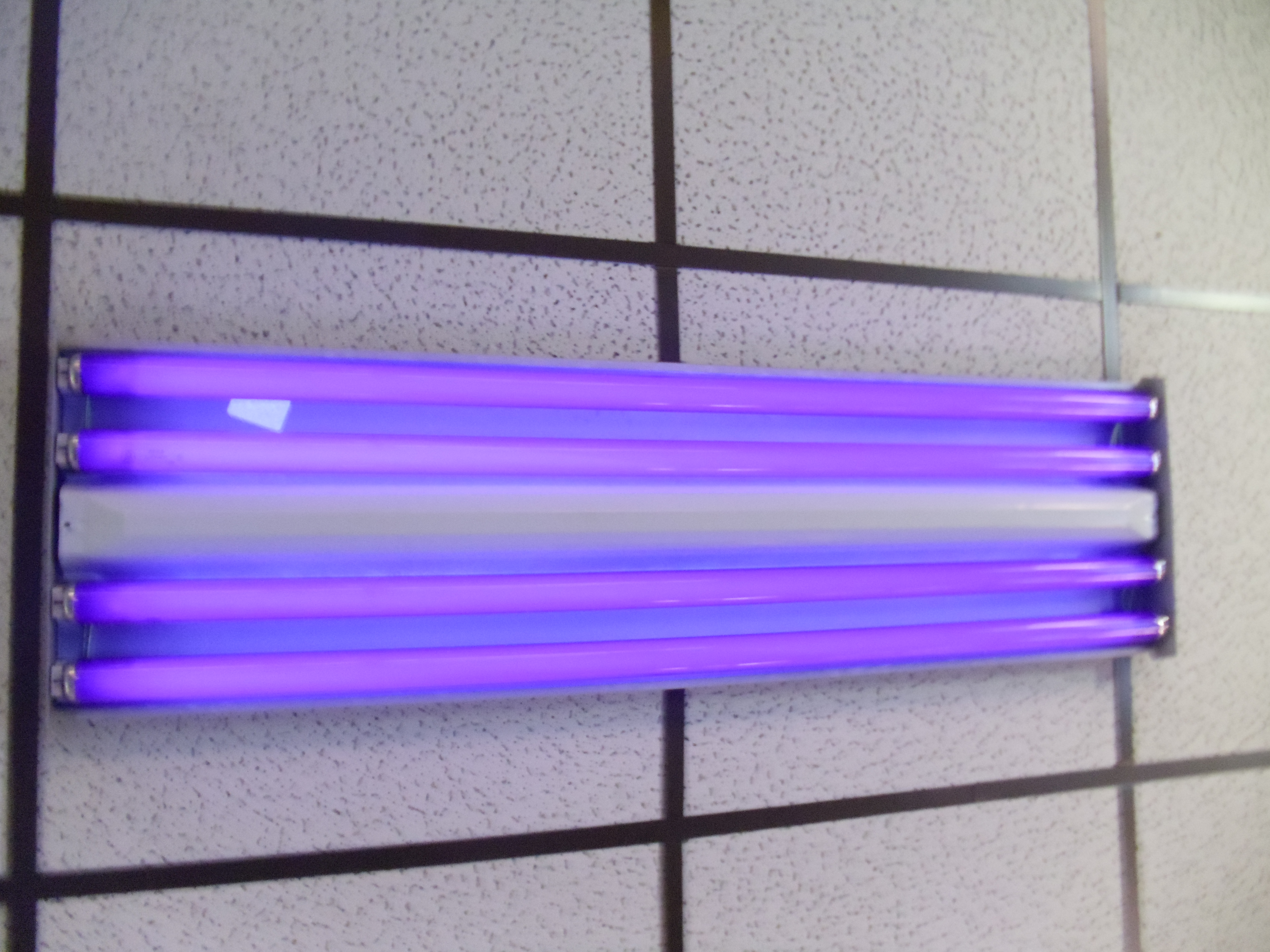
Klassiek 'blacklight': tl-buizen die ultraviolet licht geven

Galliumnitride (GaN) is een halfgeleider met een vrij grote band gap, die als led gebruikt wordt om ultraviolet en blauw licht te produceren.
Ultraviolet licht kan ook worden opgewekt met behulp van een fluorescentielamp. Een buis wordt gevuld met argon of krypton (of een mengsel hiervan) en kwikdamp onder lage druk. Tussen twee elektroden aan weerszijden van de buis vindt een gasontlading plaats, waardoor de kwikdamp ultraviolet licht met een piekgolflengte rond 254 nm gaat uitzenden. Wanneer de buis uit uitsluitend glas bestaat, produceert de lamp dus vooral licht met deze golflengte (uv C). Deze lampen worden vooral gebruikt om te ontsmetten. Vaak wordt aan de binnenzijde van het glas nog een laag aangebracht die dit uv C door middel van (foto)luminescentie omzet in grotere golflengten zoals uv B in het geval van een zonnebanklamp of uv A in het geval van een 'blacklight'.
Industriële toepassingen vragen ultravioletbronnen met een hoge intensiteit. Zulke ultravioletbronnen zijn bijna altijd middendruk-kwiklampen. Dit zijn gasontladingslampen met vermogens variërend van 1 tot 30 kilowatt. Het belichten van kleine objecten gebeurt met ultravioletpuntbronnen, apparaten die ultraviolet licht met een zeer hoge intensiteit genereren op een oppervlak van slechts enkele vierkante centimeter. Puntbronnen worden gebruikt bij het uitharden van kleine lijmpuntjes, bijvoorbeeld in de elektronische assemblage of vroeger bij tandheelkunde ("sealen" van kiezen). Vanwege de schadelijke effecten van uv-licht wordt voor dat laatste tegenwoordig blauw licht gebruikt.
Lasers die ultraviolet licht kunnen uitstralen zijn de excimerlaser en de helium-cadmiumlaser.

### Toepassingen
Ultraviolette straling wordt veel gebruikt bij niet-destructief onderzoek. Bij magnetisch onderzoek, een onderzoeksmethode voor bijvoorbeeld lasverbindingen, kan met behulp van ultraviolette straling met een golflengte van 365 nm en een fluorescerende testinkt snel uitsluitsel gegeven worden over eventuele defecten (scheuren).
Een EPROM wordt gewist door hem een paar minuten onder een uv-lamp te leggen.

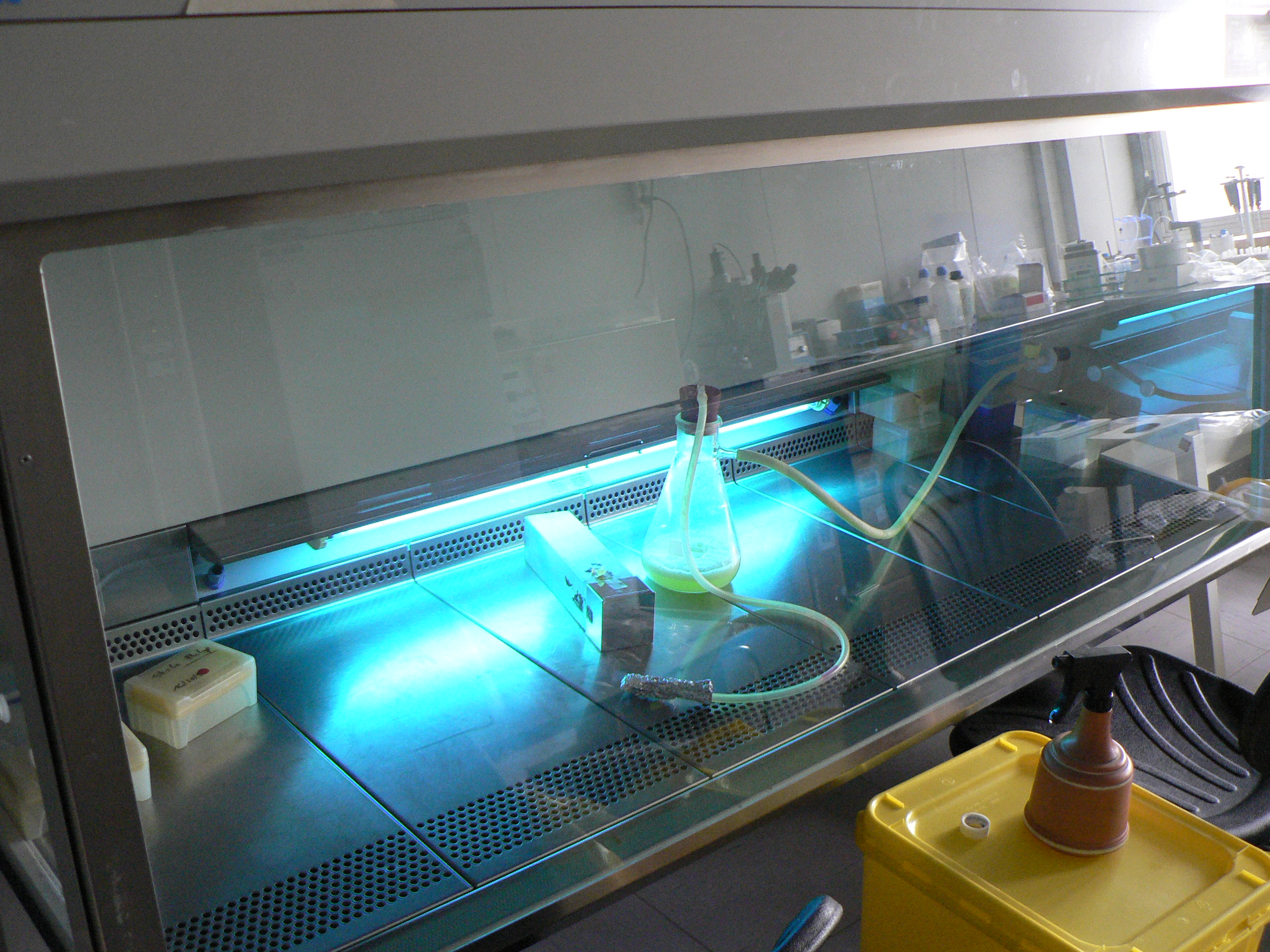
Ultraviolette straling ontsmet de laminaire luchtstroomkast als die niet gebruikt wordt.

Bijna alle waterleidingbedrijven gebruiken ultraviolet licht om drinkwater te zuiveren, het PWN Waterleidingbedrijf Noord-Holland als eerste in Nederland sinds 2004. Ultraviolet licht breekt in combinatie met peroxide organische afvalstoffen af en maakt organische microverontreinigingen onschadelijk. Hierbij blijven geen schadelijke reststoffen achter in het water.
Ultraviolet licht kan worden gebruikt om teksten te tonen die voor het blote oog verdwenen zijn nadat men die teksten van perkament had geschraapt om dit te kunnen hergebruiken. Met ultraviolet licht wordt dan onder de nieuwe tekst ook de verdwenen tekst van zo'n palimpsest zichtbaar. Ultraviolet licht maakt ook de controle van de echtheid van bankbiljetten en paspoorten mogelijk: een deel van de opdruk is in voor het oog onzichtbare inkt, die echter in ultraviolet licht fluorescentie vertoont.
Ultraviolet licht wordt ook gebruikt door de technische recherche om sporen van lichaamsvloeistoffen op te sporen.
Ultraviolet licht wordt in de industrie gebruikt om inkt te drogen, lakken te laten uitharden en om ultravioletlijmen hard te laten worden. Ultravioletlijm is een mengeling van grondstoffen en een fotoinitiator. De fotoinitiator wordt door de ultraviolette straling gesplitst in twee reactieve delen die de grondstoffen met elkaar laten polymeriseren. Op die manier kan men ultravioletlijm in enkele seconden laten uitharden.
Inkt laten drogen op een drukpers gaat op een gelijkaardige manier: door het belichten van de ultravioletgevoelige inkt kan de inkt in enkele milliseconden droog zijn.
Verder wordt het ultraviolette licht ook wel gebruikt in de horeca om bacteriegroei te voorkomen, in ruimtes als de wc, de keuken en ruimtes waar etenswaren worden bewaard.
Ultravioletgevoelige fotoresist wordt gebruikt in de halfgeleiderindustrie en in de elektrotechniek om geïntegreerde schakelingen en printplaten te maken.
Ultraviolet licht wordt verder om cosmetische redenen gebruikt in hoogtezonnen en zonnebanken. Dit wordt door dermatologen afgeraden in verband met een hogere kans op diverse soorten huidkanker en een snellere veroudering van de huid.
Sommige producten, bijvoorbeeld T-shirts en kralen, zijn behandeld met uv-gevoelige stoffen. Deze producten lichten dan op of verkleuren onder de invloed van (onzichtbaar) ultraviolet licht.
radiogolf · lange golf · middengolf · korte golf · very high frequency (ultrakorte golf) · ultra-high frequency · microgolf · infrarood · zichtbaar licht · ultraviolet · röntgenstraling · gammastraling

Kleuren van de regenboog: rood · oranje · geel · groen · cyaan · blauw · indigo · violet
airy-schijf · amplitude · brekingsindex · brewsterhoek · dopplereffect · fase · foto-elektrisch effect · frequentie · fresnelvergelijkingen · fresnel-zoneplaat · getal van Abbe · golffront · golflengte · holografie · intensiteit · interferometer ·  laser · lasersnijden · lichtenergie · lichtgrootheden en -eenheden · lichtmeter · lichtsnelheid · lichtsterkte · lichtstroom · Mach-Zehnder-interferometer · Michelson-interferometer · ooggevoeligheid · optische vezel · polarimeter · polarisatie · poynting-vector · principe van Huygens-Fresnel · principe van Fermat · prisma · schlierenoptica · specifieke lichtstroom · stralingsdeler · tralie · transversale golf · verlichtingssterkte · wet van Bragg
infrarood · kleur · licht · monochromatisch licht · spectrum · ultraviolet · wit licht
absorptie · coherentie · diffractie · dispersie · interferentie · lichtbreking · reflectie · totale interne reflectie · transmissie
emissie · gestimuleerde emissie · fluorescentie · fosforescentie · luminantie · luminescentie
fluorescentiespectroscopie · spectraalanalyse · spectraallijn · Spectroscopie · UV/VIS-spectroscopie
halo · newtonring
David Brewster · Christian Doppler · Charles Fabry · Pierre de Fermat · Joseph von Fraunhofer · Dennis Gabor · Augustin Fresnel · Heinrich Hertz · Christiaan Huygens · Hendrik Lorentz · Albert Michelson · James Clerk Maxwell · Edward Morley · Isaac Newton · Alfred Pérot · Thomas Young